# Neurone motorio superiore
Per neurone motorio superiore o primo motoneurone, o motoneurone centrale, si intende il neurone motorio corticale, dal quale il segnale passa al secondo motoneurone, quello periferico, che giunge in periferia fino all'effettore del movimento ovvero al muscolo. 
Mentre una lesione al motoneurone periferico causa una paralisi flaccida (atonica) per assenza di segnale, una lesione del motoneurone centrale, o superiore, può presentarsi con ipotonia o ipertonia accompagnate da anomalie dei riflessi per liberazione dei circuiti ai livelli inferiori. Un caso di lesione al neurone centrale è quello provocato dalla malattia tropicale del konzo.
L'area motoria primaria, circonvoluzione frontale ascendente (aree 4 e 6 di Brodmann), in cui si trovano i corpi nei motoneuroni centrali (sistema nervoso centrale), trasmette alle cellule dei nuclei dei nervi cranici e alle cellule delle corna anteriori del midollo l'impulso per l'attuarsi del movimento volontario.